# Họ Cá chình mỏ vịt
Họ Cá chình mỏ vịt (tên khoa học: Nettastomatidae) là một họ cá chình.
Tên gọi khoa học của họ này bắt nguồn từ tiếng Hy Lạp netta (vịt) và stoma (miệng).
Cá chình mỏ vịt được tìm thấy dọc theo các sườn lục địa của vùng biển ôn đới và nhiệt đới trên toàn thế giới. Chúng là cá ăn đáy, với thức ăn chủ yếu là động vật không xương sống và cá nhỏ. Chúng là cá chình mảnh dẻ, có chiều dài trong khoảng 30 đến 125 xentimét (0,98 đến 4,10 ft), với đầu hẹp và miệng to nhiều răng. Phần lớn các loài không có vây ức, chỉ có ở Hoplunnis.

## Các chi
Khoảng 41 loài được phân bố trong 6 chi:
- Facciolella: 6 loài.
- Hoplunnis: 9 loài.
- Nettastoma: 5 loài.
- Nettenchelys: 8 loài.
- Saurenchelys: 8 loài.
- Venefica: 5 loài.

## Hình ảnh

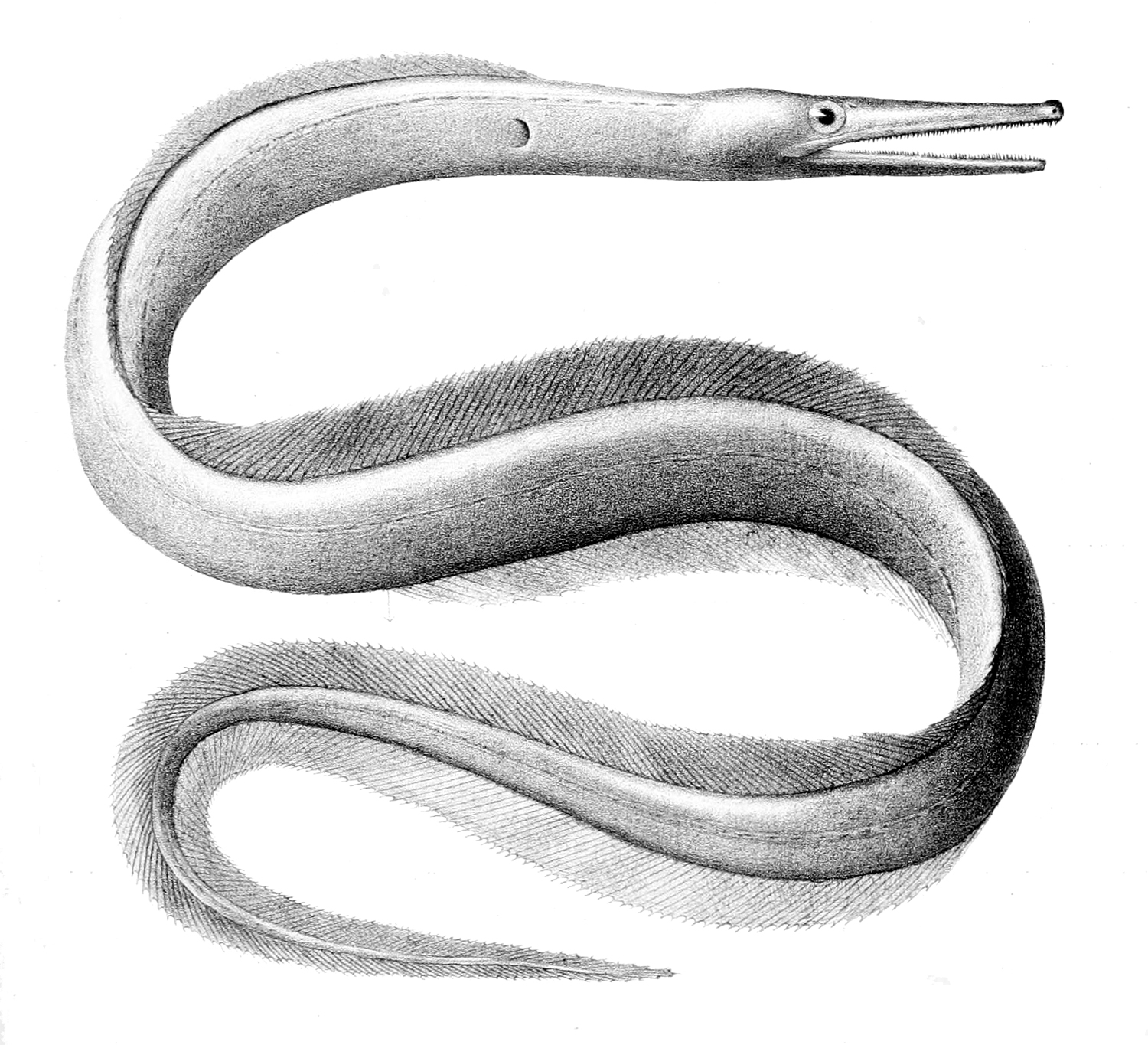
Nettastoma melanurum
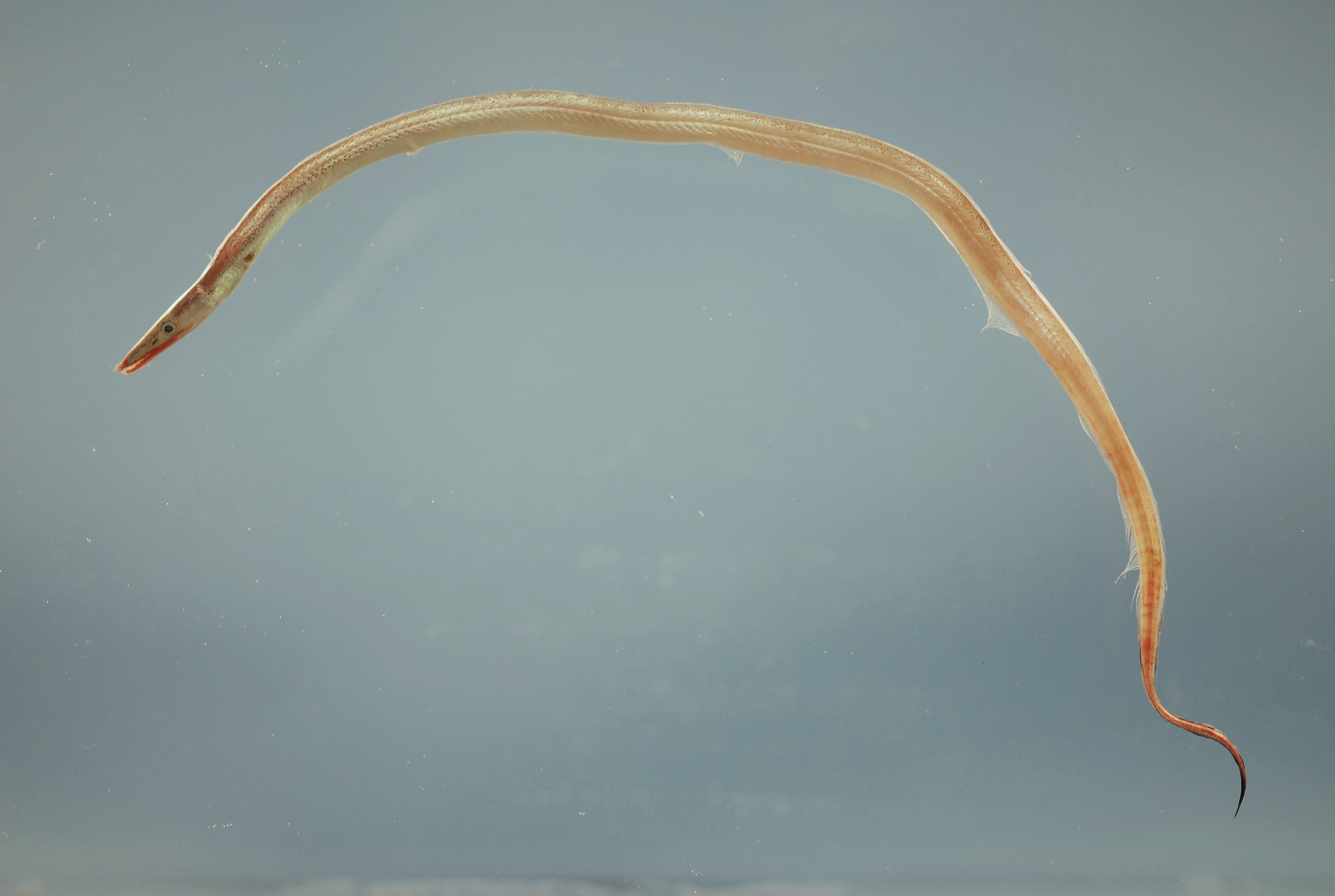
Hoplunnis macrura
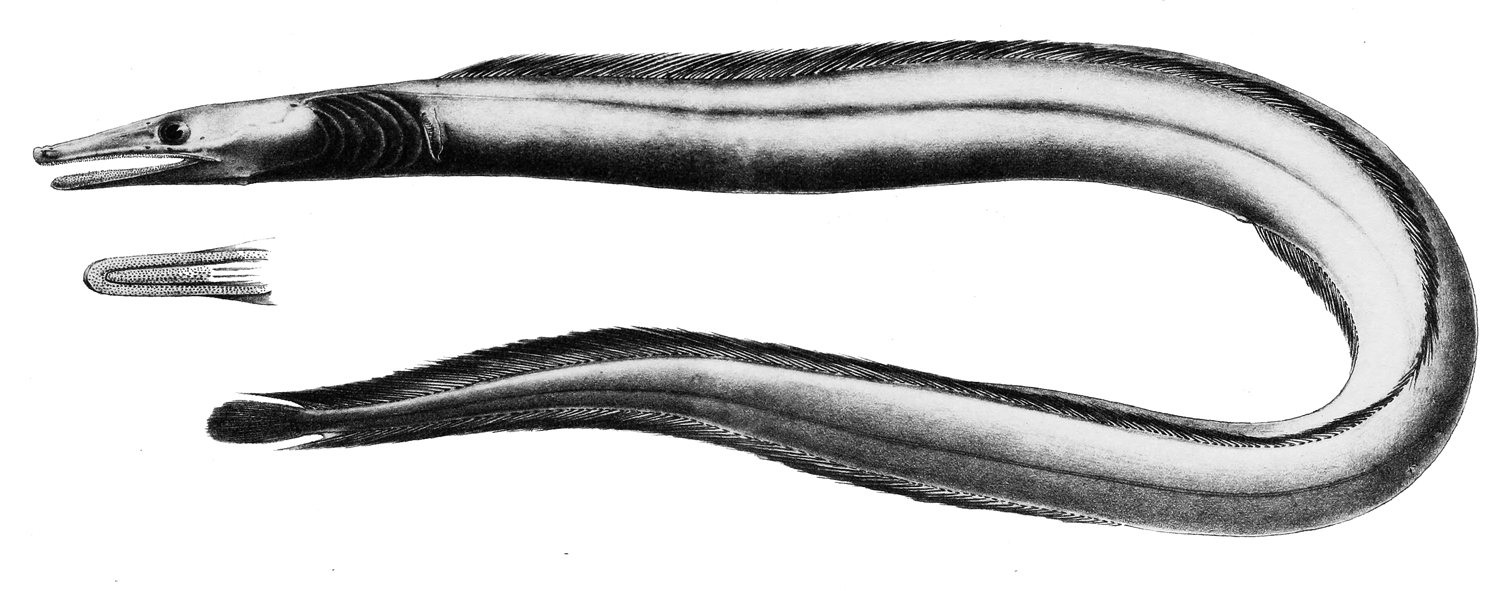
Nettenchelys taylori
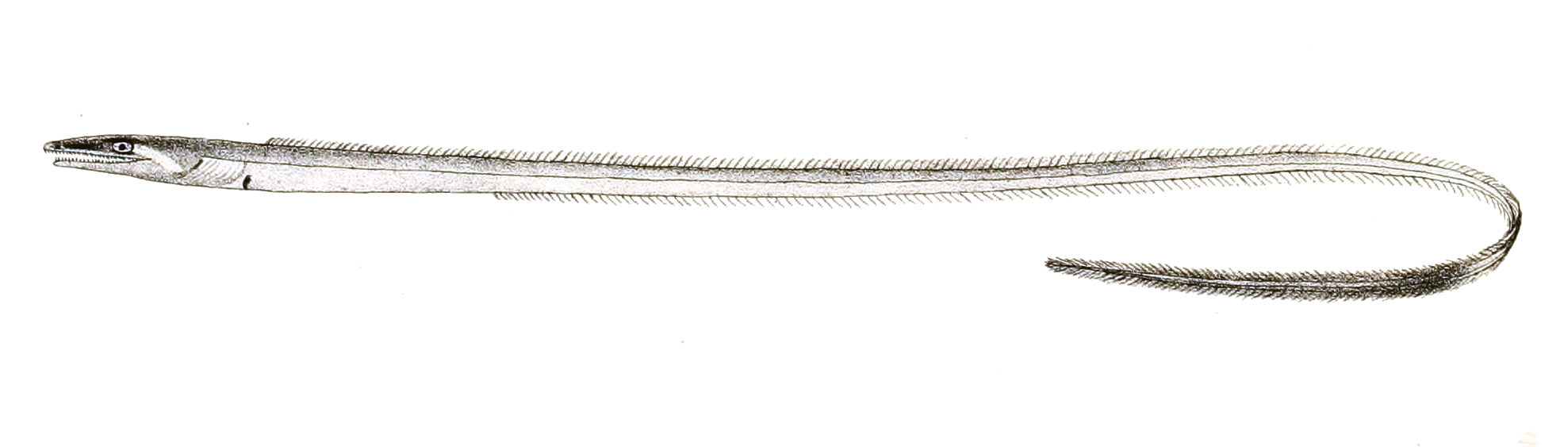
Saurenchelys petersi